# Rocco Ranelli
Rocco Ranelli (Legnano, 7 giugno 1907 – Cremona, 7 ottobre 2005) è stato un calciatore italiano, di ruolo attaccante.

## Carriera

La formazione base del Brescia 1930-1931: Ranelli è il penultimo accosciato a destra.

Ha svolto l'attività agonistica negli anni a cavallo tra il 1920 e 1930, giocando prevalentemente con il ruolo di mezzala d'attacco.
Cresciuto nel Casalbuttano, nel campionato 1927-1928 viene acquistato dalla Cremonese, squadra in cui milita per due anni.
L'anno successivo viene acquistato dal Milan, con il quale gioca nel primo campionato a girone unico. In rossonero disputa 19 partite segnando 8 reti; in particolare, in Milan-Padova (6-0) del 29 maggio 1930 mette a segno una quaterna.
L'anno successivo viene ceduto al Brescia dove resterà per due stagioni consecutive nella massima Serie, disputando 44 partite, con 17 reti all'attivo.
Nel campionato 1932-33 viene ceduto al Napoli, dove giocherà in attacco al fianco di Attila Sallustro, campionato che si conclude con la squadra campana piazzata al terzo posto, risultato che per oltre quarant'anni costituirà il miglior piazzamento in serie A dei partenopei; durante la stagione si distinguerà il 5 febbraio 1933 nella vittoria casalinga contro l'Ambrosiana di Meazza e Ceresoli per 3-0, quando aprirà le marcature e fornirà a Vojak l'assist per il secondo gol, in una gara giocata senza l'estro di Attila Sallustro colpito da improvvisa influenza e con Innocenti ancora dolorante alla caviglia dopo la precedente partita con la Pro Vercelli.
Termina la carriera rituffandosi nel passato, prima a Cremona, poi a Brescia e poi di nuovo in grigiorosso nella Cremonese, realizzando 10 reti in 16 incontri.
Ha disputato e vinto a Parigi, con la Nazionale Italiana di categoria, nell'agosto 1928, il Campionato Mondiale Universitario:
14.08 Italia - Francia 4-1        
15.08 Italia - Cecoslovacchia 2-2        (semifinale) 
18.08 Italia - Ungheria 1- 0   (finale)

## Palmarès

### Club

#### Competizioni nazionali
- Serie C: 1

Cremonese: 1935-1936